# أليخاندرو روسي (لاعب كرة قدم)
أليخاندرو روسي هو لاعب كرة قدم برازيلي، (و. م). لعب مع أوساسونا ونادي يونيفرسيتاريو.